# Герд, Яков Иванович
Яков Иванович Герд (англ. James Arthur Heard; 1799 или 1800, Гринвич, Англия — 16 [28] сентября 1875, Санкт-Петербург, Российская империя) — организатор первой в России школы взаимного обучения. Основатель известной до настоящего времени российской династии учёных.

## Биография
Родился в Гринвиче (Англия) в 1799 году или 1800 году. Петербургский некрополь указывает дату рождения: 12 декабря 1799 года.
С малолетства мечтал стать моряком, на что его мать, потерявшая мужа и двух сыновей, ни за что не соглашалась. В 1815 году многие заинтересовались новым методом первоначального обучения, который разработал квакер Ланкастер и открыл школу в той части Лондона, которая была населена самыми бедными людьми столицы.
Государственный канцлер Российской империи граф Н. П. Румянцев поручил в 1817 году секретарю российского посольства в Лондоне Штрандману отыскать молодого человека, который согласился бы изучить ланкастерский метод преподавания, а затем открыть подобное училище в России. Штрандман предложил это Я. Герду, который стал изучать подробно ланкастерский метод обучения, для чего ежедневно посещал занятия в центральном училище; затем сдал экзамен и получил свидетельство от Училищного комитета о знакомстве с подробностями ланкастерского метода. Ещё несколько месяцев он продолжал изучение этого метода преподавания в училище доктора Белля, где также получил соответствующее свидетельство. В это же время в Лондон прибыли четыре российских студента из Главного педагогического института, направленные попечителем Петербургского учебного округа графом С. С. Уваровым — также с целью изучения этого метода: А. Г. Ободовский, Ф. И. Буссе, М. М. Тимаев и К. Ф. Свенске. Подружившись с ними, Герд обучал их английскому языку, в свою очередь обучаясь у них русскому языку.

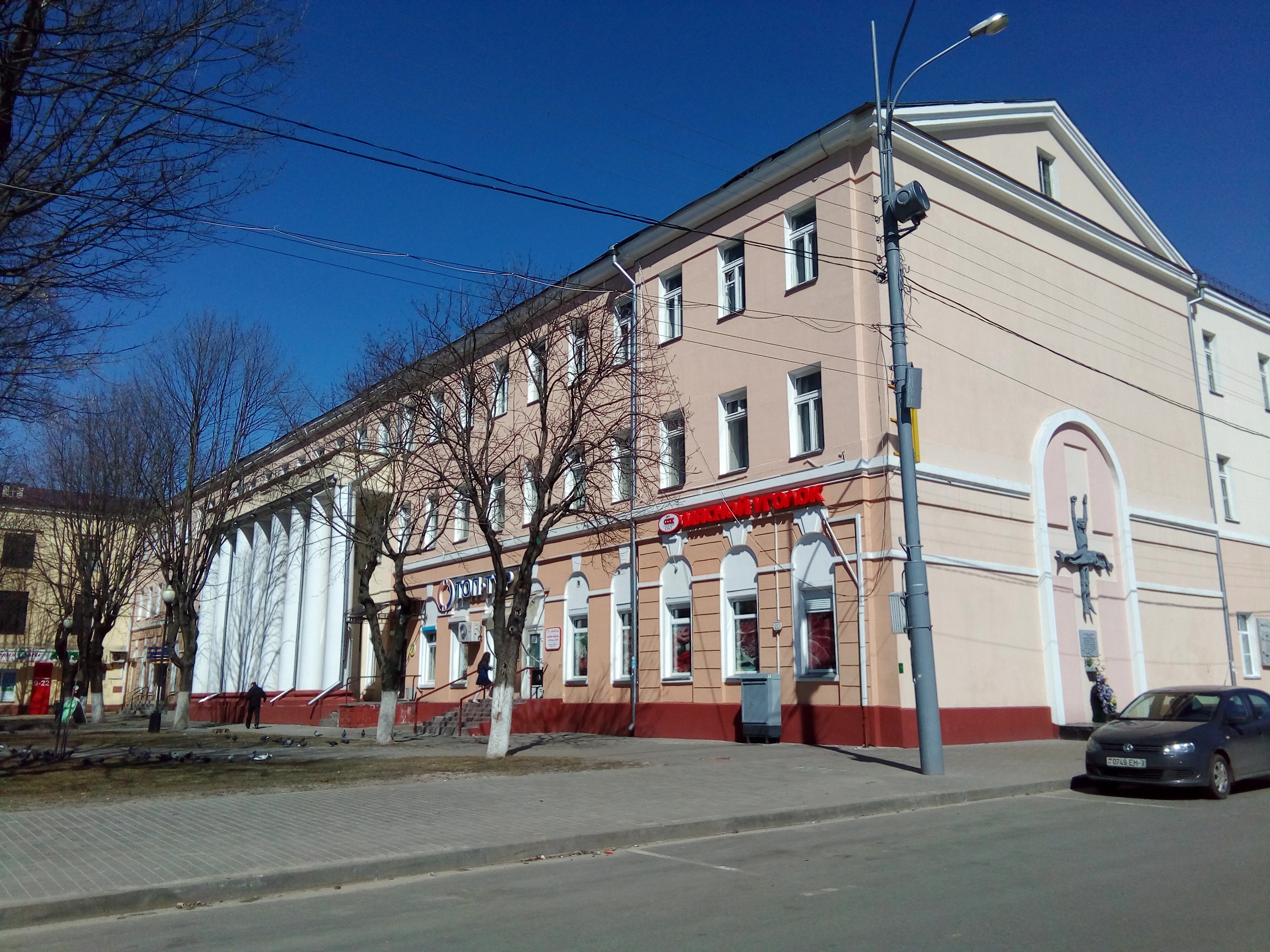
Здание бывшей ланкастерской школы в Гомеле

Осенью 1817 года, заключив трёхлетний контракт, Герд прибыл из Лондона через Кронштадт в Санкт-Петербург. И вскоре направился в Гомель, где в имении графа Н. П. Румянцева планировалось открыть первое училище трудолюбия и взаимного обучения в России. С осени 1817 года по декабрь 1819 года шла подготовка к открытию училища. Главноуправляющим имениями графа Румянцева в Гомеле состоял отставной генерал Дерябин, бывший директор Горного корпуса, хорошо владевший английским языком и с его помощью Герд совершенствовал свой русский язык . 
После возведения временного здания для училища 10 декабря 1819 года в нём начались занятия. Первыми учениками этого учебного заведения стали 50 сирот из владений графа Н. П. Румянцева. Через три месяца после открытия школу посетил князь Голицын, который был поражен успехам учеников. 
Через год, 8 ноября 1820 года, было построено новое здание училища, рассчитанное на 200 учеников а соответствии с теоретическими требованиями методики преподавания. Школа успешно вела обучение.
Исполнив принятые на себя обязанности, Я. И. Герд решил возвратиться в Англию, отказавшись от предложения князя Барятинского, об устройстве ещё одного подобного училища на 300 мальчиков в его имении в Курской губернии. Весной 1821 года Яков Герд вернулся в Англию, где был назначен инспектором школ в двух графствах: Surrey и Sussex. Между тем он получил несколько приглашений вернуться в Россию и, после смерти матери, вновь отправился в Россию, где по предложению правительства учредил в разных городах несколько ланкастерских училищ; в 1822 году он открыл в Санкт-Петербурге два училища: одно для бедных русских мальчиков, другое для детей иностранцев. Был утверждён управляющим ланкастерскими училищами. На основании своего уникального педагогического опыта он подготовил задачник по арифметике, предназначенный для преподавания арифметики в училищах взаимного обучения.
В 1842 году он поступил ещё в канцелярию комитета строительной комиссии Санкт-Петербургско-Московской железной дороги, затем преобразованную в департамент железных дорог; 18 июня 1843 года он был командирован в Англию, для сбора некоторых сведений, относящихся к железным дорогам. В 1845 году он со всем своим семейством принял российское подданство. В департаменте железных дорог он работал до 1855 года. А в 1858 году Министерство народного просвещения, находя ланкастерский метод устарелым, закрыло училища взаимного обучения.
Также А. Я. Герд перевёл на русский язык классическое сочинение Гольдсмита «Векфильдский священник». После путешествия по Швейцарии, заинтересовавшись судьбой кн. Н. Б. Долгорукой, он собрал касающиеся её исторические сведения и выпустил на английском языке исторический роман: «The life and times of Nathalia Borisovna Princess Dolgorookov» (1857). 
Скончался в ночь на 16 (28) сентября 1875 года в Петербурге. Погребен на Смоленском евангелическом кладбище. Та же была похоронена его жена, Елизавета Карловна (1802—1886).

## Династия
Яков Иванович Герд стал основателем известной российской династии учёных:
- Александр Яковлевич Герд (1841—1888)
  - Владимир Александрович Герд (1870—1926)
    - Сергей Владимирович Герд (1897—1961)
      - Александр Сергеевич Герд (1936—2016)